# Diocèse de Hà Tĩnh
Le diocèse de Hà Tĩnh (Dioecesis Hatinhensis) est un territoire ecclésial de l'Église catholique au Viêt Nam suffragant de l'archidiocèse d'Hanoï.

## Territoire
Le diocèse se trouve dans la partie nord du pays (Tonkin). Son siège est à Hà Tĩnh à la cathédrale Saint-Michel-Archange dans le quartier de Văn Hạnh. Il englobe 96 paroisses et correspond aux provinces de Hà Tĩnh et Quảng Bình

## Historique
Le diocèse est érigé par le pape François le 22 décembre 2018 par démembrement du diocèse de Vinh. Son inauguration a lieu le 11 février 2019, lorsque son premier évêque, Paul Nguyen Thai Hop O.P. (précédemment évêque de Vinh), est installé dans la nouvelle cathédrale de Ha Tinh. La cérémonie est présidée par Marek Zalewski, représentant non-résident du Saint-Siège.

## Ordinaires
- Paul Nguyên Thai Hop, O.P. (22 décembre 2018 - 19 mars 2021), précédemment évêque de Vinh

## Statistiques
| année | baptisés | population totale | pourcentage de baptisés | prêtres | catholiques par prêtre | religieuses | paroisses |
| ----- | -------- | ----------------- | ----------------------- | ------- | ---------------------- | ----------- | --------- |
| 2018  | 241 112  | 2 153 300         | 11,2                    | 93      | 2592                   | 188         | 96        |
| 2019  | 278 559  |                   | 13                      | 135     |                        |             |           |

En 2019, le diocèse compte 207 religieux et religieuses et 56 séminaristes. Le pays compte 7 millions de catholiques pour une population de 94 millions d'habitants en 2019, répartis désormais en 27 diocèses.